# Johanna Döbereiner
Johanna Liesbeth Kubelka Döbereiner (28 tháng 11 năm 1924 - 5 tháng 10 năm 2000) là một nhà nông học người Brazil. Gia đình cô là người Séc gốc Đức đến từ Aussig ở Bohemia (lúc đó là Đế chế Áo Hungary và bây giờ là Cộng hòa Séc), rời khỏi đất nước sau Thế chiến II. Cha cô là giáo sư Paul Kubelka. Tên của cô Döbereiner xuất phát từ chồng của cô Jürgen Döbereiner, mà cô đã gặp ở Munich. Thật thú vị khi tên của cô đã trở nên giống với hóa học nổi tiếng Johann Wolfgang Döbereiner, sinh ra ở Hof, Bavaria, ở biên giới với Bohemia.
Johanna Döbereiner nhận bằng của Đại học Ludwig Maximilian ở Munich, nhưng định cư ở Brazil và trở thành công dân Brazil vào năm 1956. Công việc ban đầu của cô bao gồm các nghiên cứu về Azospirillum và các vi khuẩn khác có thể hữu ích cho đất Brazil. Sau đó, cô đã đóng một vai trò quan trọng trong sản xuất đậu nành của Brazil bằng cách khuyến khích sự phụ thuộc vào các giống chỉ phụ thuộc vào quá trình cố định nitơ sinh học.
Hậu quả của các công trình nghiên cứu này, phần lớn chịu ảnh hưởng từ ý tưởng của Johanna Döbereiner, kết quả là ngày nay các đồn điền đậu nành ở Brazil được cung cấp hoàn toàn nitơ (N) bởi rhizobia và không sử dụng bất kỳ loại phân bón N nào. Nó có những hậu quả lớn, vì Brazil cùng với Hoa Kỳ là nhà sản xuất đậu tương chính trên thế giới (khoảng 50% sản lượng thế giới). Xét rằng đậu tương trong một trong những nguồn protein quan trọng nhất toàn cầu (chủ yếu để nuôi động vật trở thành protein động vật để tiêu thụ cho con người), điều này ngụ ý rằng một lượng lớn protein toàn cầu đến từ quá trình sinh học mà không sử dụng phân bón công nghiệp hóa học. Đây là một trong những lý do mà Johanna Döbereiner được đề cử cho giải Nobel vào những năm 1990.